# 東邊路 (多倫多)
東邊路（英語：Eastern Avenue）是加拿大安大略省多倫多的一條東西向街道。它由市中心的國會街以東一直延伸到湖灘（The Beaches）社區的覺士維路以西。最初東邊路以舊東邊路橋穿過當河，但該橋於1964年斷裂。現今，東邊路的東半部及西半部由一座大橋穿過舊路線以北的當河，該橋連接至當河谷園林公路。 這座高架橋（在某些地圖中稱為東邊路繞道［］）分叉出來，成為列治文街（Richmond Street）及阿德里街（Adelaide Street）的東端盡頭。
東邊路穿過多倫多曾經最工業化區域的中心，多倫多港（Toronto Harbour）以北的地區及港口區社區。現今，大部分工廠都已遷離。部分仍然保留，尤其是大型韋斯頓麵包店（Weston bakery）。多家電影製片廠搬進了東邊路夾卡羅路附近的前工業區，這個地區現被稱為製片廠區（Studio District）。東邊路曾是「地獄天使」幫會多倫多分會總部的所在地，直到2007年4月被警方突襲並取締。
它的東端盡頭現融入京士頓道（Kingston Road），此處曾是連接約克市與上加拿大另一個主要定居點京士頓的主要交加殖民路線。
然而，在2000年之前，東邊路並沒有直接與京士頓道匯合，而是在離京士頓道與皇后街交加處以西數百英尺的地方。後來，隨著堅活馬場（Greenwood Racetrack）的拆除，東邊路才延伸到直接融入京士頓道。東邊路的前盡頭仍然存在——它是一條沒有標記（也沒有命名）的小街道，位於覺士維路（Coxwell Avenue）與烏節公園路（Orchard Park Avenue）之間的皇后街路段以南。東邊路的一小段孤立的路段由休曼街（Sumach Street）延伸至羅倫·哈里斯廣場（Lawren Harris Square）。
電影《髮膠明星夢》中幾乎所有的街景都是在東邊路拍攝的。

## 運輸
許多南北向的巴士以東邊路作為他們换向的街道，然後再向北返回。其中包括25號覺士維巴士線（22 Coxwell）、25號堅活巴士線（31 Greenwood）及72號坡路巴士線（72 Pape）。
2008年，東邊路添加了單車徑，引發了關於主幹道上單車徑的實用性的爭議。

## 地標
東邊路由西至東的地標及著名景點：
| 地標                                                           | 交加街道                         | 備註                                                                                                 | 圖像 |
| -------------------------------------------------------------- | -------------------------------- | --- | ---- |
| 壁爐邊中學（Inglenook Community High School）                  | 櫻桃街                           | Historic school building                                                                             |      |
| 自治領車輪及鑄造有限公司（Dominion Wheel & Foundries Limited） | 羅靈妙斯道（Rolling Mills Road） | Abandoned site of a former rail parts manufacturer; includes four buildings of heritage significance |      |
| 舊東邊路大橋（Old Eastern Avenue Bridge）                      | 當河                             | Abandoned bridge                                                                                     |      |
| 陽光公園（Sunlight Park）                                      | 當河                             | First baseball park in Toronto, demolished 1896                                                      |      |
| 百樂匯閣樓（Broadview Lofts）                                  | 百樂匯街                         | Former warehouse converted into lofts                                                                |      |
| 多倫多電影製片廠（Toronto Film Studios）                       | 卡羅路（Carlaw Avenue）          | |      |
| 韋斯頓西餅店（Weston Bakery）                                  | 卡羅路                           | One of the remaining, operable factories                                                             |      |
| 羅素車房（Russell Carhouse）                                   | 堅活路                           | TTC streetcar yard                                                                                   |      |
| 中南部篩選分類設施（South Central sorting plant）              | 堅活路                           | Main Canada Post facility for central Toronto                                                        |      |
| 堅活馬場（Greenwood Raceway）                                  | 堅活路                           | Racetrack demolished in the 1990s                                                                    |      |